# Daniel Dõ
Daniel Dõ, né le 17 avril 1972 à Québec, est un acteur canadien d'origine demi-vietnamienne. Sa mère, née "Tremblay", est originaire de Chicoutimi (actuel Saguenay). Son père est un Vietnamien de la ville de Hanoï. Depuis l'âge de cinq ans, Daniel Dõ vit à Montréal.

## Carrière

### Télévision et cinéma
Enfant, il décroche plusieurs petits contrats à la télévision et au cinéma, avant que sa carrière ne débute réellement en 1988 avec son rôle de Passe-Midi dans la série quotidienne pour enfants Passe-Partout, dont les épisodes seront diffusés jusqu'en 1998.
Par la suite, il obtient des rôles dans plusieurs productions télévisuelles et cinématographiques. À la télévision, il participe en tant qu'acteur à quelques téléromans dont Chambres en ville et À plein temps, au quiz jeunesse À la poursuite de Carmen Sandiego, ainsi qu'à plusieurs téléséries dont Une autre histoire, Mensonges, Mémoires vives et Nouvelle Adresse. Au cinéma, il participe notamment au blockbuster américain Highlander 3 (1994) et au film québécois J'en suis ! (1997).
On le retrouve également comme chroniqueur et animateur à la télévision. Il est par exemple animateur du jeu Dessinoscope diffusé sur Canal Famille [devenu Vrak TV], et chroniqueur pour Croque la vie sur Canal Vie et Coup de cœur sur TQS.
Il anime également des chroniques pendant les émissions C'est ça la vie et Vrac la vie de Radio-Canada.
Son travail comme recherchiste pour la série jeunesse Zone de turbulence diffusée sur Canal Famille lui vaut une nomination aux Prix Gémeaux en 2000 dans la catégorie Meilleure recherche - jeunesse.

### Théâtre
Daniel Dõ a joué dans quelques pièces de théâtre. Il a notamment tenu le premier rôle de Xu Sojen dans Fragments d'une lettre d'adieu lus par des géologues de Normand Chaurette qui a été présentée au Théâtre de Quat'Sous en 1986. Il a également interprété le journaliste dans Jeanne Dark de Bertolt Brecht dans la mise en scène de Lorraine Pintal au Théâtre du Nouveau Monde en 1994.

### Chanson
Daniel Dõ participe à quelques comédies musicales comme Noémia, et sort en 2004 un album pop intitulé Tu verras, dans lequel il reprend quelques classiques de la chanson française (Tu verras de Claude Nougaro, La foule de Édith Piaf, Comme d'habitude de Claude François, La Fille d'Ipanema de Antônio Carlos Jobim), en plus de quelques chansons originales dont il signe les paroles sur des musiques du compositeur et réalisateur Jean-Pierre Limoges.

### Mise en scène et événementiel
Après avoir longtemps travaillé dans l'événementiel (animateur et concepteur/directeur artistique) et comme metteur en scène pour des productions musicales comme Hollywood Mélodies, Daniel Dõ est aujourd'hui président et chef de la création de ALGEGO, une agence spécialisée en stratégies de communication multimédia qu'il a cofondée en 2013.